# Fachklinik Katzenelnbogen
Die Fachklinik Katzenelnbogen ist ein offenes Krankenhaus für Psychiatrie, Psychotherapie und Psychosomatik im rheinland-pfälzischen Katzenelnbogen.

## Allgemeine Informationen
Die Historie der Fachklinik Katzenelnbogen reicht bis ins Jahr 1872 zurück, als sie von Dr. Praetorius als „Familienpension“ für psychisch Kranke gegründet wurde. Ursprünglich war die Einrichtung auf wenige Räume beschränkt, doch durch den Erwerb angrenzender Gebäude wuchs die Klinik bis zur Jahrhundertwende auf etwa 40 Patientenplätze. 1905 wurde die Klinik an den Arzt Otto Wolff verkauft, dessen Familie die Klinik bis heute leitet. Nach dem Tod von Erika Wolff im Jahr 1997 übernahmen ihre Tochter Anneliese Theile und deren Sohn Claus-Dieter Theile die Geschäftsführung der Betreiber- sowie der Eigentümergesellschaft. Ärztlicher Direktor ist Wolfgang Eirund, Geschäftsführer ist Thorsten Mägdefrau.
Die Fachklinik Katzenelnbogen wird als Fachkrankenhaus mit Schwerpunkt Psychosomatik, das zur Versorgung psychisch und psychosomatisch erkrankter Erwachsener in Rheinland-Pfalz in der Versorgungsregion Rhein-Lahn-Kreis beiträgt, im Krankenhausplan des Landes Rheinland-Pfalz 2019–2025 geführt.

## Behandlungsschwerpunkte der Fachklinik Katzenelnbogen
- Depressive Störungen: Behandlung aller Formen von Depressionen, einschließlich therapieresistenter Fälle
- Angststörungen
- Burn-out: Unterstützung und Therapie für Personen, die unter Erschöpfung und Stress leiden
- Somatoforme Störungen: Behandlung von psychischen Störungen, die sich durch körperliche Symptome äußern
- Reaktionen auf Belastungen: Unterstützung bei akuten Belastungsreaktionen und traumatischen Erlebnissen
- Borderline-Störungen: Therapie für emotional instabile Persönlichkeitsstörungen
- Abhängigkeitserkrankungen
- Essstörungen
- Schizophrene Störungen
- Zwangsstörungen
- Behandlung psychotischer Störungen, die auf organische Ursachen zurückzuführen sind

## Ambulantes Behandlungsangebot
Zur Fachklinik gehört die Psychiatrische Institutsambulanz (PIA). Sie ist Anlaufstelle für Erwachsene, welche sich in akuten Krisen befinden oder an schwerwiegenden psychischen Erkrankungen aus den Bereichen Depression, Angststörungen, Anpassungsstörungen, Persönlichkeitsstörungen und gerontopsychiatrischen Störungen sowie Psychosen aus dem schizophrenen Formenkreis leiden. Leitende Ärztin der Institutsambulanz ist Karen Schwarz.